# Сигнал з моря
«Сигнал з моря» («İşarəni Dənizdən Gözləyin») — радянський художній фільм 1986 року, знятий режисером Джейхуном Мирзоєвим на кіностудії «Азербайджанфільм».

## Сюжет
Поставлений за документальними матеріалами та присвячений першому наркому у морських справах Азербайджану, революціонеру Чингізу Ільдриму.

## У ролях
- Фуад Поладов — Командан
- Аліаббас Гадіров — Султанов
- Гасанага Турабов — Баш Назір
- Фазіль Байрамов — Тлехас
- Фахраддін Манафов — Шафібаров
- Гюндуз Аббасов — Шаїр, поет
- Лала Гіясбейлі — Лейла
- Фірангіз Муталлімова — Сона
- Мухтар Манієв — Поліс Раїсі
- Аладдін Аббасов — Гоча
- Вілніс Бекеріс — Інкіліс
- Каміль Зохрабов — Хасан
- Владислав Ковальков — Матвєєв
- Відаді Гасанов — епізод
- Раміз Азізбейлі — Мустафа
- Таніля Ахмерова — Гадин
- Нураддін Мехдіханли — Казим бей
- Гасан Мамедов — генерал
- Яшар Нурі — капітан
- Садая Мустафаєва — епізод
- Кямран Шахмарданов — епізод
- Геннадій Юхтін — епізод
- Гюмрах Рагімов — епізод
- Енвер Гасанов — ад'ютант
- Таріель Касімов — епізод
- Садих Гусейнов — епізод
- Мірза Бабаєв — епізод
- Афрасіяб Мамедов — епізод
- Назір Алієв — епізод
- Кязим Абдуллаєв — епізод
- Сабір Султанов — епізод
- Рафік Карімов — епізод
- Агарафі Рагімов — епізод

## Знімальна група
- Режисер — Джейхун Мирзоєв
- Сценаристи — Фірудін Агаєв, Ісмаїл Шихли, Раміз Ровшан
- Оператор — Алескер Алекперов
- Композитор — Аріф Меліков
- Художник — Рафіс Ісмайлов